# Pomnik Pyry w Poznaniu
Pomnik Pyry – pomnik w formie głazu narzutowego, kształtem przypominającego ziemniaka (w gwarze poznańskiej – pyra), umieszczony w centralnej części parku Jana Pawła II na Łęgach Dębińskich, na terenie jednostki pomocniczej Osiedle Wilda w Poznaniu.
Pomnik, z napisem POZNAŃSKA PYRA, odsłonięto we wrześniu 2007 w ramach piątych Dni Pyrlandii. Symbolizuje jeden z podstawowych atrybutów tożsamości mieszkańców Poznania, którym jest właśnie pyra. Kamień waży 5 ton i pochodzi spod Stęszewa.
W trakcie imprezy odsłonięcia miejsce miały występy artystyczne – przygrywały m.in. Boney M, Maciej Maleńczuk, Rudi Schuberth i Mr. Zoob. Wokół stanęła także wioska Indian z Peru, skąd wywodzi się ziemniak.